# Tricoryne muricata
Tricoryne muricata är en grästrädsväxtart som beskrevs av John Gilbert Baker. Tricoryne muricata ingår i släktet Tricoryne och familjen grästrädsväxter. Inga underarter finns listade i Catalogue of Life.